# Kyselina methansulfonová
Kyselina methansulfonová je organická sloučenina se vzorcem CH3SO3H. Je to nejjednodušší alkylsulfonová kyselina. Její soli a estery se nazývají mesyláty (nebo methansulfonáty). Jako koncentrovaná kyselina je hygroskopická. Lze ji považovat za přechodnou sloučeninu mezi kyselinou sírovou a methylsulfonylmethanem nahrazením hydroxylové skupiny methylovou skupinou v každém z kroků. Takto již nelze postupovat dále bez rozštěpení skupiny -SO2.
Kyselina methansulfonová se rozpouští v mnoha roztocích solí kovů, často lépe než kyselina chlorovodíková nebo sírová.

## Použití
Kyselina methansulfonová se používá jako kyselý katalyzátor organických reakcí, protože jde o netěkavou silnou kyselinu rozpustnou v organických rozpouštědlech a je kapalná za pokojové teploty, zatímco podobná kyselina p-toluensulfonová je pevná látka (ovšem v laboratořích se používá častěji).
Kyselina methansulfonová může být použita na přípravu boranu (BH3) reakcí s tetrahydridoboritanem sodným v aprotickém rozpouštědle jako jsou tetrahydrofuran nebo dimethylsulfid, vytváří se komplex BH3 a rozpouštědla.
Tato kyselina je považována za zvlášť vhodný elektrolyt pro elektrochemická použití, kde se využívá jako k životnímu prostředí šetrná alternativa ostatních kyselých elektrolytů poutžívaných při pokovování. Také může sloužit jako elektrolyt v zinko-cerových článcích a olověných akumulátorech.
Kyselina methansulfonová je rovněž hlavní složkou některých odstraňovačů rzi.